# 城山村 (熊本県)
城山村（じょうざんむら）は、熊本県の北部、飽託郡にかつてあった村である。

## 地理
- 河川：白川、坪井川

## 歴史
- 1889年4月1日 - 町村制が施行。一村単独村政となる。
- 1892年 - 飽田郡と託麻郡が合併し飽託郡となる。
- 1944年2月11日 - 高橋町、池上村と合併し三和町となる。
- 1950年5月1日 - 三和町から分割。
- 1953年7月1日 - 熊本市に編入。

## 学校
- 城山小学校（のちの城山尋常小学校、現在の熊本市立城山小学校）